# Лорефиче, Мариялучия
Мариялучия Лорефиче (итал. Marialucia Lorefice, родилась 8 июля 1980 года в Модике) — итальянский политик, депутат Палаты депутатов Италии от Движения пяти звёзд.

## Биография
Окончила языковой лицей. Избрана в Палату депутатов 19 марта 2013 года по итогам парламентских выборов от избирательного округа Сицилия 2. С 7 мая 2013 года заседает в XII комиссии (по социальным вопросам). С 20 марта 2015 года — член Парламентской комиссии по вопросам системы приёма, идентификации и депортации граждан, условий содержания мигрантов и использования общественных ресурсов.